# 布莱斯·德·维吉尼亚

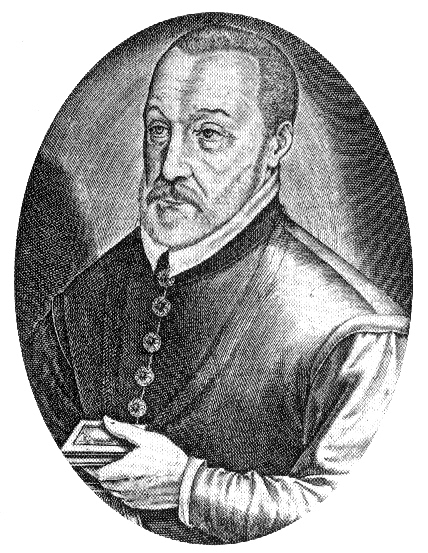
布莱斯·德·维吉尼亚

布莱斯·德·维吉尼亚（法語：Blaise De Vigenère，1523年8月5日—1596年），法国外交官、密码学家、煉金術士。维吉尼亚密码以其名字命名，但实际上并非他的发明。

## 生平
维吉尼亚出生于法国圣布尔善市（Saint-Pourçain-sur-Sioule）。17岁时开始了他的外交生涯，直至1570年退休。在职业生涯的前期，他曾作为一个初级秘书参加过沃木斯议会。24岁時，他来到讷韦尔擔任一位公爵的秘書，直到 1562 該公爵的兒子也去世為止。他也擔任過亨利三世 (法蘭西)的秘書。1549年、1566年他两次访问罗马执行外交任务。在这两次旅途中，他阅读了许多密码学书籍并与一些密码学家有过接触。当他于47岁退体时，他在巴黎向穷人捐出了一年的收入，共1000里弗尔。1596年，维吉尼亚由於喉癌去世。

## 著作
在其退休期间，他出版了超过20本书，其中包括：
- Traicté de Cometes
- Traicté des Chiffres ou Secrètes Manières d'Escrire（1586年）
- Traicté du Feu et du Sel（1608年）

在《Traicté des Chiffres》一书中，他发明了自动密钥密码，这是一种理论上不可破译的加密算法。